# تريفور هاوورث
تريفور هاوورث (بالإنجليزية: Trevor Haworth)‏ هو شخصية أعمال أسترالي وبريطاني، ولد في 8 يوليو 1931 في بلاكبرن في المملكة المتحدة، وتوفي في 1 مارس 2014.